# Wspólnota interesów

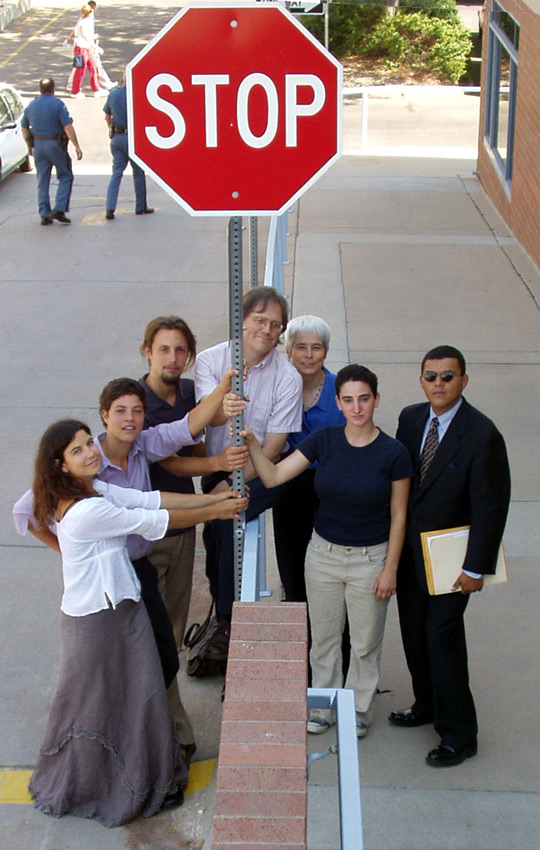
Antywojenna wspólnota interesów.

Wspólnota interesów – rodzaj grupy (zrzeszenia) utworzony wokół wspólnego interesu lub wspólnego celu, do której poszczególne osoby należą formalnie lub nieformalnie. Zasadniczo nie dopuszcza się, aby wspólnoty interesów były pod egidą jakiejkolwiek agencji rządowej, a ich cele są z reguły niekomercyjne. Przykładami takich wspólnot są prywatne kluby społeczne, wspólnoty braterskie, kółka pisarskie lub czytelnicze, kluby hobbystyczne oraz grupy zajmujące się aktywnością polityczną.
Niektóre wspólnoty interesów są zorganizowane w sposób niehierarchiczny, często w oparciu o konsensus decyzyjny, i często składają się z zaufanych przyjaciół. Zapewniają one elastyczną i zdecentralizowaną metodę organizacji. Inne grupy pokrewne mogą mieć hierarchię zapewniającą zarządzanie długoterminowymi interesami grupy lub jeśli grupa jest wystarczająco duża, aby wymagać przekazania obowiązków innym członkom lub pracownikom.
Wspólnoty mogą opierać się na wspólnej ideologii (np. anarchizm, konserwatyzm), wspólnej trosce o daną kwestię (np. antynuklearność, antyaborcyjność) lub wspólnej działalności, roli, zainteresowaniu lub umiejętności (np. wsparcie prawne, pomoc medyczna, inżynieria oprogramowania). Wspólnoty mogą mieć członkostwo otwarte lub zamknięte, choć to drugie jest znacznie bardziej powszechne. Niektóre naliczają składki członkowskie lub oczekują, że członkowie rozłożą wydatki między sobą.

## Historia
Chociaż wspólnoty są naturalnym sposobem organizowania się ludzi i w tym sensie są tak stare jak ludzkość, to jednak ich początki w obecnym kontekście zaczęły się w XVI wieku w Wielkiej Brytanii od klubów restauracyjnych, które spotykały się w określonym miejscu i o tej samej porze. Jednym z najwcześniejszych tego typu przykładów była grupa, która nazywała siebie „Braterstwem Panów Syrenki” i spotykała się w Tawernie Syrenka w Londynie w pierwszy piątkowy wieczór każdego miesiąca. Członkostwo było ściśle ograniczone i należało do wielu najważniejszych postaci literackich epoki elżbietańskiej. Zbierali się, by jeść, pić i spotykać się z innymi członkami, a także dyskutować o literaturze.
W XVII wieku powstało znacznie więcej wspólnot, począwszy od dużych, krajowych, a nawet międzynarodowych grup braterskich, takich jak masoni, poprzez prywatne kluby męskie, aż po małe, nieformalne kółka czytelnicze lub kluby kolekcjonerskie. W odróżnieniu od salonów i innych okresowych spotkań, których uczestnicy nieustannie się zmieniali, wspólnoty tradycyjnie miały moderatorów. Często niedoszły członek musiał być zaproponowany do członkostwa przez dotychczasowego członka, lub przyszły członek może złożyć wniosek o członkostwo we własnym zakresie. Obecni członkowie są często zobowiązani do głosowania nad przyjęciem lub odrzuceniem wnioskodawcy jako nowego członka. Niektóre procedury głosowania wymagają jednomyślności (np. masoni), inne mogą wymagać zwykłej większości głosów poparcia. Po uzyskaniu członkostwa, dalsze członkostwo może być uzależnione od przestrzegania zasad lub podzielanych ideologii, a wykluczenie członków z różnych powodów jest możliwe.
Wspólnoty należą do kategorii organizacji pozarządowych, ale są jeszcze bardziej ograniczone, ponieważ są przede wszystkim niekomercyjne i nie muszą mieć żadnego konkretnego celu, który mógłby mieć wpływ na społeczność poza ich własną grupą. Na przykład, zarówno grupa działająca na rzecz sprawiedliwości społecznej, jak i grupa filatelistyczna byłyby uważane za wspólnoty, ale ta pierwsza bardziej przypomina klasyczną definicję organizacji pozarządowej.

## Polityczne wspólnoty interesów
Sama idea wspólnoty interesów wywodzi się z ruchu anarchistycznego i robotniczego, który był aktywny pod koniec XIX wieku w Hiszpanii, a następnie podczas hiszpańskiej wojny domowej. Hiszpański ruch anarchistyczny stanowi przykład ruchu społeczeństwa opartego na zdecentralizowanej organizacji, demokracji bezpośredniej i zasadach leżących u ich podstaw. Małe kręgi dobrych znajomych i przyjaciół, zwane tertuliam, spotykały się w kawiarniach, aby omawiać pomysły i planować działania. W 1888, w okresie intensywnego konfliktu klasowego w Europie oraz lokalnego powstania i walki w Hiszpanii, Iberyjska Federacja Anarchistyczna uczyniła tę tradycyjną formę (tertulię) podstawą swojej organizacji.
Politycznie zorientowane wspólnoty w Stanach Zjednoczonych zyskały uwagę publiczną w czasie wojny w Wietnamie w latach 60. i 70. Termin ten został po raz pierwszy użyty przez Bena Moreę i grupę Black Mask. Później działacze antywojenni na uczelnianych kampusach organizowali się wokół swojego hobby lub pochodzenia - religijnego, płciowego, etnicznego itp. Stały się one popularne w latach 70. w ruchu antynuklearnym w Stanach Zjednoczonych i Europie (np. początkowo Food Not Bombs). Okupacja i blokada 30 tys. osób elektrowni atomowej w Zagłębiu Ruhry w Niemczech w 1969 została zorganizowana na wzór wspólnot interesów. Obecnie struktura ta jest wykorzystywana przez wielu różnych działaczy: działaczy na rzecz praw zwierząt, ochrony środowiska, antywojennych i antyglobalizacji, by wymienić tylko kilka przykładów.
Protesty w Seattle w 1999, które powstrzymały Konferencję Ministerialną WTO w 1999 roku, obejmowały skoordynowaną organizację przez wiele klastrów wspólnot.

## Organizacja

### Na zewnątrz
Z definicji, wspólnoty są autonomiczne od każdego większego podmiotu. Skoordynowany wysiłek i współpraca pomiędzy kilkoma wspólnotami jest jednak często osiągana poprzez zastosowanie luźnej formy federacji. Prywatne kluby, na przykład, mogą współpracować poprzez wzajemne porozumienia, które pozwalają członkom jednego klubu na korzystanie z obiektów innego klubu w innej lokalizacji. Inne wspólnoty, takie jak Rotarianie czy Toastmasterzy, mogą być pojedynczymi jednostkami, które odpowiadają standardom wspólnoty, dzięki czemu mogą uczestniczyć w innej grupie tego samego rodzaju w dowolnym miejscu na ziemi bez konieczności ponownego ubiegania się o nowe członkostwo.
- Klaster: Klaster jest podstawową jednostką organizacyjną wspólnoty. Klaster składa się z kilku wspólnot i jest zorganizowany w sposób niehierarchiczny. Klaster może być stały, ale częściej jest to grupowanie ad hoc organizowane dla jednego konkretnego zadania lub działania. Można się zorganizować wokół wspólnego celu (np. zablokowania danej drogi), wspólnej ideologii (np. kwakrów) lub miejsca pochodzenia[7][8].

- Rada rzeczników: Rada rzeczników jest zbiorem klastrów i wspólnot. Każda wspólnota lub klaster nominuje jednego przedstawiciela (często nazywanego „mówcą”) do uczestnictwa w radzie. Rady rzeczników są najczęściej ciałami tymczasowymi, zaangażowanymi w realizację jednego zadania lub wydarzenia[9].

### Wewnątrz
Wspólnoty są zazwyczaj luźno zorganizowane, jednak istnieją pewne formalne role lub stanowiska, które często występują. Dana grupa może mieć wszystkie, niektóre lub żadne z tych pozycji. Mogą one być stałe lub tymczasowe, a grupa może zdecydować się na zmianę tych ról lub przypisać jedną rolę do jednej osoby.
- Rzecznik: osoba, której powierzono reprezentowanie wspólnoty na spotkaniu rady rzecznika lub klastra. Od czasu do czasu mówca będzie odgrywał bardziej ogólną rolę ambasadorską wspólnoty.
- Pomocnik: osoba lub osoby, które pełnią obowiązki pomocnika w procesie porozumienia grupy, a także, w różnym stopniu, działają jako arbiter konfliktów wewnętrznych.
- Rzecznik medialny: Osoba, która reprezentuje grupę w środkach masowego przekazu. Często ta osoba jest tą samą osobą co mówca.
- Dyplomata: Osoba lub osoby odpowiedzialne za monitorowanie nastroju i samopoczucia grupy. Odnosi się to do wibracji w potocznym znaczeniu emocjonalnym. W niektórych wspólnotach ma również za zadanie powstrzymać pomocnika od wykorzystywania swojej roli do faworyzowania jakiejkolwiek pozycji lub propozycji.
- Koordynator: zwany również jest to osoba odpowiedzialna za podejmowanie decyzji dla grupy w sytuacjach ograniczonych w czasie lub pod wysokim ciśnieniem. Stanowisko to jest rzadkie i prawie zawsze tymczasowe (w przeciwieństwie do przedimperialnej rzymskiej koncepcji tymczasowego dyktatora).